# Arago de Sète Volley-Ball 2019-2020
Questa voce raccoglie le informazioni riguardanti l'Arago de Sète Volley-Ball nelle competizioni ufficiali della stagione 2019-2020.

## Organigramma societario
Area direttiva
- Presidente: René Game

Area tecnica
- Allenatore: Mladen Kašić
- Allenatore in seconda: Patrick Duflos
- Assistente allenatore: Christophe Lefel

## Rosa
| N° | Nome              | Ruolo | Data di nascita   | Nazionalità sportiva |
| -- | ----------------- | ----- | ----------------- | -------------------- |
| 1  | Matthieu García   | P     | 11 marzo 2000     | Francia              |
| 3  | Antoine Carreño   | L     | 22 dicembre 1999  | Francia              |
| 4  | Lenny Socrier     | C     | 15 marzo 1999     | Francia              |
| 5  | Théo Bastien      | S     | 11 dicembre 2000  | Francia              |
| 6  | Lowie Stuer       | L     | 24 novembre 1995  | Belgio               |
| 7  | Baptiste Enfoux   | S     | 1º aprile 1996    | Francia              |
| 9  | Romāns Saušs      | S     | 27 giugno 1989    | Lettonia             |
| 10 | Samuel Jeanlys    | O     | 27 marzo 1999     | Francia              |
| 11 | Arno van de Velde | C     | 30 dicembre 1995  | Belgio               |
| 12 | Brendan Gouessant | P     | 26 maggio 2001    | Francia              |
| 13 | Vasyl' Tupčij     | O     | 13 gennaio 1992   | Ucraina              |
| 14 | Killian Weidner   | C     | 17 aprile 1997    | Francia              |
| 15 | Vjačeslav Tarasov | S     | 2 febbraio 1988   | Russia               |
| 16 | Daryl Bultor      | C     | 17 novembre 1995  | Francia              |
| 17 | Željko Ćorić      | P     | 24 agosto 1988    | Bosnia ed Erzegovina |
| 18 | Tom Picard        | S     | 16 settembre 1998 | Francia              |
| 19 | Baptiste Geiler   | S     | 12 marzo 1987     | Francia              |
| 20 | Rémy Lalisse      | S     | 13 luglio 2001    | Francia              |

## Risultati

### Coppa di Francia

#### Fase a eliminazione diretta
| Primo turno - 22 ottobre 2019 Gymnase Julien Olive, Martigues             | Martigues         | 1 - 3 | Arago de Sète | 25-23, 22-25, 23-25, 22-25 |
| Ottavi di finale - 29 ottobre 2019 Palais des Sports André-Brouat, Tolosa | Spacer's Toulouse | 3 - 0 | Arago de Sète | 25-16, 25-22, 26-24        |